# 佐竹隆義
佐竹 隆義（さたけ たかよし）は、平安時代末期の武将。佐竹氏の第2代当主。新羅三郎源義光の曾孫で、初代当主・佐竹昌義の四男。

## 生涯
常陸奥7郡を領した有力者。治承4年（1180年）、隆義の上洛中に源頼朝が挙兵したが、佐竹氏は平治の乱以後、平氏に従っていたので、源氏ではあるが、頼朝に呼応しなかった。『佐竹家譜』は、この頼朝に対する対抗措置として、隆義が平清盛の奏請により従五位に叙任されたとしている。ただし、『新編常陸国誌』においては、平宗盛の奏請によるとされている。
佐竹氏は、同年10月27日以降、頼朝の攻撃にさらされ、11月4日には、根拠地である常陸国の国府（後の石岡市）への侵攻を許した。留守を預かっていた隆義の子・秀義らは防戦したが、結局、頼朝軍に敗北した（金砂城の戦い）。しかしながら、秀義の家臣である岩瀬与一太郎の懇願によってそれ以上の追討は回避され、佐竹氏は滅亡を免れた。ただし、佐竹氏の所領は没収され、八田氏に与えられた。
その後、隆義は領国の常陸国に下向したとみられ、寿永2年（1183年）に後白河法皇ら朝廷から上洛を要請された頼朝は、10月7日に藤原秀衡と隆義に鎌倉を攻められる恐れがあることを理由の1つとして上洛要請を断っている。隆義は同年、66歳で死去した。兄とも長男ともされる義政は金砂城の戦いより前に上総広常により謀殺されており、次男の義清は庶子のため分家して稲木氏の祖となり、三男の秀義が後を継いだ。